# Juan Pablo Orlandi
Pour les articles homonymes, voir Orlandi.

a Compétitions nationales et continentales officielles uniquement.

b Matchs officiels uniquement.
Dernière mise à jour le 27 mai 2019.
Juan Pablo Orlandi, né le 20 juin 1983 à Mendoza (Argentine), est un joueur argentin de rugby à XV. International argentin, il évolue au poste de pilier. Après ses débuts en Argentine, il évolue en Italie, avec Rovigo, puis pendant quatre saisons avec le club français du Racing Métro 92 avant de rejoindre l'Angleterre, à Bath puis avec les Newcastle Falcons. Il revient ensuite en France à la Section paloise puis à l'Aviron bayonnais.
Il rejoint le Stade olympique Chambéry, en qualité d'entraîneur des avants, en juin 2022.

## Carrière

### En club
- 2002-2005 : Marista RC  Argentine
- 2005-2006 : Rugby Brescia  Italie
- 2006-2009 : Rugby Rovigo  Italie
- 2009-2013 : Racing Métro 92  France
- 2013-2015 : Bath  Angleterre
- 2015-2016 : Newcastle Falcons  Angleterre
- Janvier à juin 2016 : Section paloise  France
- 2017- Décembre 2018 : Aviron bayonnais  France

## Palmarès

### En équipe nationale
Juan Pablo Orlandi compte vingt sélections avec l'Argentine. Il a eu sa première cape internationale le 8 novembre 2008 à l’occasion d'un match contre l'équipe de France.
Il participe à deux éditions du Rugby championship, en 2012 et 2013. Il compte neuf sélections dans cette compétition.
Il participe à une édition de la coupe du monde, en 2015 où il joue contre les Tonga, la Namibie, l'Irlande et l'Afrique du Sud.